# 캐시 프리먼
캐시 프리먼(Cathy Freeman, OAM, 1973년 2월 16일 ~ )은 호주의 전직 육상 선수로 400m 전문 선수이며 2000년 하계 올림픽 금메달리스트이자 1997년 및 1999년 세계 육상 선수권 대회 2연속 우승을 차지했다.

## 생애
호주 원주민 출신으로 퀸즐랜드주 매케이의 슬레이드 포인트에서 태어났을 당시 그녀의 본명은 캐서린 애스트리드 살로메 피셔(Catherine Astrid Salome Fisher)이며 5세 때 부모가 이혼하자 그녀의 어머니가 클로드 프리먼과 결혼하면서 그 성을 가지게 되었으며 바하이 신앙으로 자라온 그녀는 자신의 신앙과 자신이 원주민이란 이유로 인종 차별의 경험에 의한 영향을 받았다고 밝혔다.

## 경력
어린 나이에 육상을 시작한 프리먼은 그의 의붓아버지 브루스 바버의 감독 아래 훈련을 받았고 10대 초반에 100m, 200m와 멀리뛰기에 출전하면서 지방과 국가 타이틀을 얻었다.
이후 1987년에는 그녀의 정식 감독이 되어 그녀의 경력에 영향을 준 루마니아계 감독 마이크 다닐라에 의하여 프로적으로 코치를 받았다.
1988년 투움바에 있는 여자 고등학교 페어홈 칼리지(Fairholme College)에 입학하는 장학금을 받았으며 이듬해 경연대회에서 프리먼은 100m를 11.67초로 달렸고 다닐라 감독은 시드니에서 코먼웰스 게임 선발 대회에 입장시키는 생각을 하였다.
1990년 뉴질랜드 오클랜드에서 열리는 코먼웰스 게임에서 프리먼은 호주 400m 계주의 일원으로 선택되어 첫 금메달을 획득하면서 그녀를 처음이자 마지막 어보리진 코먼웰스 게임 금메달리스트와 16세의 가장 어린 나이의 메달리스트에 이름을 올렸다.
대회 후에 멜버른으로 이주하였으며 감독 피터 포춘에게 소개되어 자신의 나머지 육상 경력을 그에게 코치를 받은 뒤 불가리아 플로프디프에서 열린 세계 주니어 선수권 대회에서 100m 준결승전에 도달하였고 400m 결승전에서 5위를 차지했으며 서울에서 열린 대회에서도 출전하며 200m 은메달을 목에 걸었다.
1994년은 프리먼의 발전 시즌이었는데 캐나다 빅토리아에서 열린 코먼웰스 게임에서 200m와 400m 금메달을 차지하였다.
또한 호주 400m와 1600m 계주 양 팀의 일원이기도 하였는 데 첫 계주에서 은메달을 땄으며 다음 계주에서 1위로 왔으나 후에 실격당했고 1994년 시즌 동안에 400m에서 50.04초의 개인 전력을 세웠으며 또한 11.24초(100m)와 22.25초(200m)의 사상 최고 전력을 세우기도 하였다.
이후 스웨덴 예테보리에서 열린 1995년 세계 육상 선수권 대회에서 메달 우승 물망에 올랐으나 4위에 머무르면서 200m 준결승전 도달에 그치고 말았다.
1996년 시즌 동안에 많은 개인 전력과 호주 기록들을 세우면서 더 많은 진보를 향상시켰고 1996년 하계 올림픽에서 프랑스의 마리조세 페레크와 맞붙어 호주 기록 48.63초와 함께 은메달을 땄으며 그리스 아테네에서 열린 1997년 세계 육상 선수권 대회에서는 49.77초의 기록과 함께 400m 종목에서 금메달을 차지했다.
부상으로 인하여 1998년에 휴식을 취하였다가 이듬해 복귀 후 1999년 세계 육상 선수권 대회를 포함하여 단 하나의 400m 종목에서 패하지 않았다.
페레크의 육상 복귀에 불구하고 프리먼의 연정 연승은 2000년 시즌에 지속적으로 들어왔고 이에 그녀는 자국에서 열린 2000년 하계 올림픽에서 400m 우승 가능성이 보였던 본국의 우승 후보로 보였으며 결승전에서 49.13초의 기록을 세워 금메달을 획득하였다.
이로서 그녀는 어보리진으로서는 1996년 하계 올림픽 여자 하키 금메달의 주역인 노바 페리스-니본에 이어 2번째 금메달리스트가 되었으며 경주가 끝나자 그녀는 호주와 어보리진의 깃발을 들면서 우승의 기쁨을 만끽했으나 200m 결승전에서는 6위에 머물렀다.
2000년 올림픽 금메달 우승의 명예로 그녀는 2002년 동계 올림픽 개막식에서 오세아니아를 대표해 오륜기를 들었고 그녀와 함께 동행한 이들로는 데스몬드 투투 대주교(아프리카), 존 글렌(미주), 후나키 카즈요시(아시아), 레흐 바웬사(유럽), 장 미셸 쿠스토(환경), 장 클로드 킬리(스포츠)와 스티븐 스필버그(문화)이다.
2002년 맨체스터에서 열린 코먼웰스 게임 1600m 계주 우승을 차지한 뒤 이듬해 현역 은퇴를 선언했고 현재 그녀의 고향에는 그녀의 이름을 딴 지방 육상 클럽이 있다.